# Frederik IV van Hessen-Homburg
Frederik IV Karel Lodewijk Willem (Braunfels, 15 april 1724 – Bad Homburg vor der Höhe, 7 februari 1751) was de oudste zoon van Casimir Willem van Hessen-Homburg, zelf een broer van landgraaf Frederik III Jacob van Hessen-Homburg, en Christine Charlotte van Solms-Braunfels.
In 1736 werd hij, in opvolging van zijn oom Frederik, landgraaf van Hessen-Homburg.
Frederik huwde 10 oktober 1746 in Hungen met prinses Ulrike Louise van Solms-Braunfels (Hungen, 1 mei 1731 – Bad Homburg vor der Höhe, 12 september 1792), een dochter van vorst Frederik Willem van Solms-Braunfels.
Het paar kreeg twee kinderen:
- Frederik V van Hessen-Homburg (Bad Homburg vor der Höhe, 30 januari 1748, Bad Homburg vor der Höhe, 20 januari 1820), landgraaf van Hessen-Homburg 1751-1820
- Maria Christina (Bad Homburg vor der Höhe, 4 november 1749 - Bad Homburg vor der Höhe, mei 1750)